# Учили
Учили (на руски: Учили; на татарски: Өчиле) е село, разположено в Арски район, Татарстан. Населението му през 2000 година е 243 души, всички етнически татари.